# Багтиярлик-Лебап
Футбольний клуб «Багтиярлик-Лебап» або просто «Багтиярлик-Лебап»  (туркм. Bagtyýarlyk-Lebap) — туркменський професіональний футбольний клуб із міста Туркменабат.

## Колишні назви
- 1992—1994: «Лебап»
- 1996: «Ексковатірник-Лебап»
- 1997: «Лебап»
- 1998—2001: «Джейхун»
- 2002—2003: «Каракум»
- 2008—2009: «Багтиярлик»
- 2010—2012: «Лебап»
- 2013—н.в.: «Багтиярлик-Лебап»

## Історія
Клуб бере участь в чемпіонаті Туркменістану з 1992 року.
З сезону 1996 року до назви клубу додалося «Ексковатірник». У зимову перерву чемпіонату 1997/98 клуб змінив назву на «Джейхун».
З 2002 клуб називався «Каракум». У той рік команда стала володарем Кубку Туркменістану, а в числі провідних гравців були Віталій Алікперов, Зариф Ерешев, Язгулем Ходжагельдиєв, Берди Нурмурадов, Микола Єрмілов (воротар, який відбив два пенальті в післяматчевій серії в фіналі Кубку).
Але вже в 2003 команду запідозрили в навмисних відмовах у виїздах на матчі, що через другу частину чемпіонату клуб пропустив.
Через фінансові труднощі не команда брала участь в чемпіонаті Туркменістану до 2008 року.
Офіційною датою заснування клубу вважається 2008 рік.
З 2013 року клуб почав виступати під назвою «Багтиярлик-Лебап». У 2014 році вилетів з Вищої ліги, посівши останнє місце і набравши всього 9 очок в 26 матчах. У 2015 році клуб виступав у Першій лізі Туркменістану.

## Досягнення
Чемпіонат Туркменістану
- Бронзовий призер (3): 1996, 2002, 2010

 Кубок Туркменістану
- Переможець (1): 2002